# 鎌ケ谷市立第二中学校
鎌ケ谷市立第二中学校（かまがやしりつ だいにちゅうがっこう）は、千葉県鎌ケ谷市東道野辺にある公立中学校。通称は「鎌二」、「二中」「鎌二中」。

## 沿革
- 1972年（昭和47年） - 開校

## 部活動
部活は豊富で大きく分けて文化系と運動系がある。市内唯一、水泳部がある。
運動部
- 陸上部
- 水泳部
- 野球部
- 剣道部
- 柔道部
- サッカー部
- テニス部
- バレー部
- 卓球部
- バスケットボール部

文化部
- 創作劇画部
- 吹奏楽部
- ギター部
- コンピュータ部
- 美術部

## 通学区域
東部小学校、道野辺小学校、その他の小学校からも来ているため、学級はほとんど6 - 7学級になる。自転車通学は不可である。
指定通学区域
- 鎌ケ谷
- 南鎌ケ谷
- 丸山（一丁目11 - 18番、二丁目7 - 12番、三丁目3番28 - 58号、4 - 18番）
- 道野辺本町二丁目
- 道野辺中央五丁目（3番3 - 5号、4番1 - 5号）
- 東道野辺（一丁目1 - 3番、二丁目 - 七丁目）

## その他
- 学校内ではおもにジャージ（冬）又は体操服（夏）で過ごす。
- 各教室にエアコン完備
- 近くにローソンやジェーソンがあり、便利である。
- 冷水機が5台ある。
- 3学期制である。
- 制服は夏は男子は白いシャツに黒いズボンをインして着る。女子は白いブラウスにグレーのスカートに臙脂色の棒タイを付ける。
- 冬は男子は学ランに校章を付ける。女子は臙脂色のラインの入ったセーラー服に臙脂色のスカーフを付ける。

## 主な卒業生
- DJ KOO（DJ、TRFメンバー）[3]
- 後関昌彦（プロ野球選手、ヤクルトスワローズ⇒近鉄バファローズ）
- ディーン・フジオカ （俳優）[3]
- 前澤友作（元ZOZOTOWN社長）[3]
- 古谷拓郎（プロ野球選手、千葉ロッテマリーンズ）
- 津留﨑大成（プロ野球選手、東北楽天ゴールデンイーグルス）
- 増田繁人（サッカー選手）
- 葛見達哉（プロラグビー選手、三菱重工相模原ダイナボアーズ）